# Exposition internationale

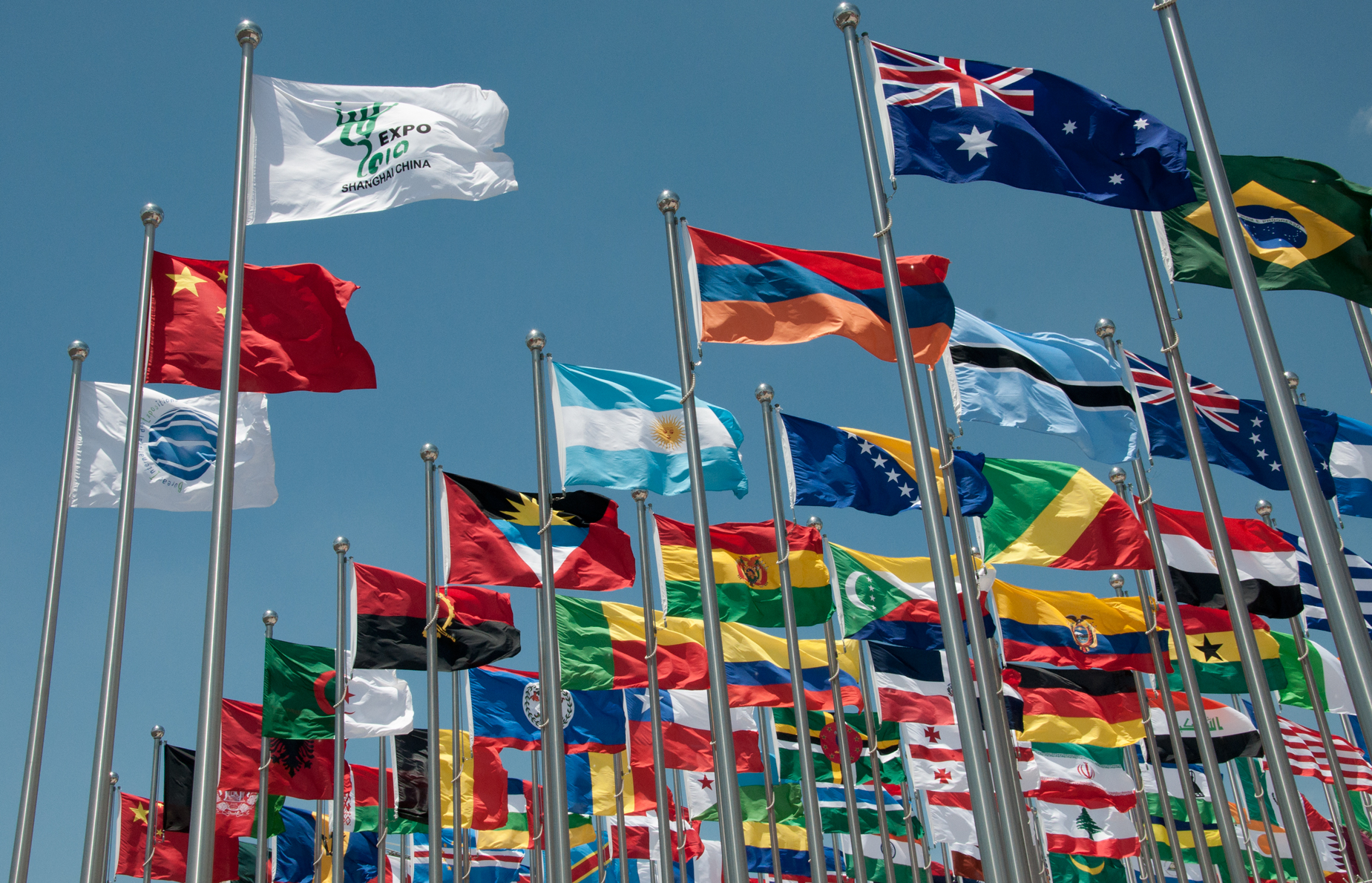
Les drapeaux nationaux de la Chine et des participants, à l'Exposition universelle de Shanghaï en 2010.

Les expositions internationales, souvent confondues avec les expositions universelles (qui en sont seulement le type le plus connu), et fréquemment appelées tout simplement expo[réf. souhaitée], sont de grandes expositions publiques tenues [pas clair] depuis le milieu du XIXe siècle. Les expositions internationales antérieures à la création du Bureau international des Expositions (BIE) en 1928 doivent être distinguées[pourquoi ?] de celles qui, postérieures à cette création, suivent les normes édictées par cet organisme.
Le BIE définit les expositions comme les manifestations qui ont « un but principal d'enseignement pour le public, faisant l'inventaire des moyens dont dispose l'homme pour satisfaire les besoins d'une civilisation et faisant ressortir dans une ou plusieurs branches de l'activité humaine les progrès réalisés ou les perspectives d'avenir ». Elles sont internationales par le fait que plusieurs États y participent.[réf. nécessaire]
Les participants à ces expositions sont les États, les groupes de la société civile et les entreprises[pas clair].

## Historique
Les expositions internationales ont été créées pour présenter les réalisations industrielles des différentes nations. Elles représentaient la vitrine technologique et industrielle des participants, témoignant du progrès au cours de la révolution industrielle. La première exposition universelle s'est déroulée à Londres en 1851. Sa création revient principalement à l'archiviste et écrivain anglais Henry Cole, à la suite de sa visite de l'Exposition nationale des produits de l'industrie agricole et manufacturière de 1849, la 11e et dernière édition de l'Exposition des produits de l'industrie française, qui s'était tenue à Paris en France depuis 1798.
À l'origine, chaque pays disposait d'un espace réservé dans un pavillon central. À partir de 1867, des pavillons nationaux firent leur apparition. En principe, ils étaient attribués seulement s'il y avait des choses à présenter que le pavillon central ne pouvait accueillir. Ils ne tardèrent pas à se généraliser, les nations exposantes construisant des pavillons « typiques » de l'architecture de leurs pays.
La compétition était omniprésente dans les Expositions universelles, et des concours permettaient aux plus méritants d'obtenir des médailles bénéficiant d'un certain prestige.

### Cadre réglementaire: la Convention de 1928 et le BIE
Les expositions internationales ont longtemps été soumises aux seules règles que leur donnait le pays où elles avaient lieu.
Le 22 novembre 1928, les représentants de trente et un pays réunis à Paris ont signé le premier traité international régissant les expositions internationales : la Convention de Paris de 1928. Celle-ci est entrée en vigueur le 17 janvier 1931 et a été amendée à plusieurs reprises depuis lors, mais reste le cadre réglementaire actuel pour toutes les Expositions internationales.
Le Bureau international des expositions (BIE), créé par cette même convention, vise à garantir sa bonne application.

### Postérité
L'organisation d'expositions universelles est parfois accompagnée de travaux et projets d'urbanisme, comme la construction du métro de Paris en 1900 ou de celui de Montréal en 1967, de même que l'extension du métro de Lisbonne en 1998.
De même, des réalisations architecturales construites à l'occasion d'expositions universelles sont devenues le symbole des villes qui les ont abritées ; c'est le cas de la tour Eiffel à Paris, l'Atomium à Bruxelles, le Space Needle à Seattle et la Biosphère à Montréal.

## Catégories d'expositions internationales

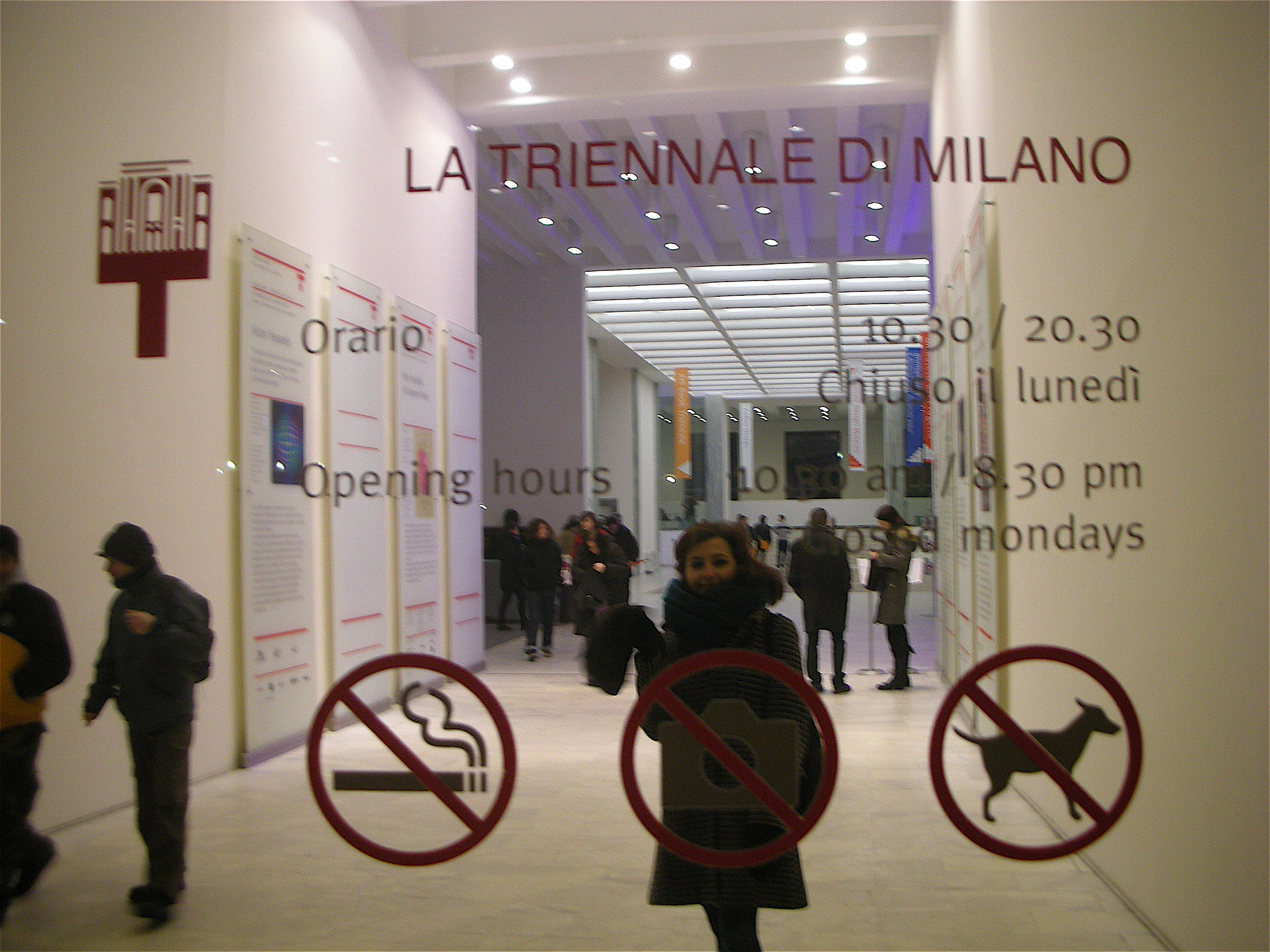
La Triennale de Milan.

Longtemps, le BIE a distingué les expositions internationales entre celles « de première catégorie » et celles « de seconde catégorie ».
Un amendement à la Convention, pris en 1988 et entré en vigueur en 1996, réglemente la classification actuelle. Aujourd'hui, le BIE distingue ainsi deux catégories principales d'expositions internationales : les « expositions universelles » et les « expositions spécialisées ». Il reconnaît en outre deux autres catégories : les expositions horticoles et la Triennale de Milan.
Pour plus de détails sur les expositions internationales, en plus de celles reconnues par le BIE, voir Liste des Expositions universelles.

### Expositions universelles
En termes réglementaires, les expositions universelles sont dénommées « expositions internationales enregistrées ».
Elles ont un thème à caractère universel, d'intérêt et d'actualité pour l'ensemble de l'humanité. Depuis 1995, elles se déroulent en principe au moins tous les cinq ans. Leur durée maximale est de six mois. Les pavillons sont en principe conçus et construits par les participants eux-mêmes. La prochaine est prévue du 13 avril au 13 octobre 2025 sur l'île de Yumeshima, dans la baie d'Osaka au Japon, avec comme thème « Concevoir la société du futur, imaginer notre vie de demain », 160 pays sont invités et 28 millions de visiteurs attendus.

### Expositions spécialisées
En termes réglementaires, les expositions spécialisées sont dénommées « expositions internationales reconnues ».
Leur thème ont un caractère précis et spécialisé, au contraire des expositions universelles. Elles se déroulent à fréquence variable, entre deux expositions universelles, pour une durée maximale de trois mois. Les pavillons sont construits par les organisateurs de l'exposition et mis à la disposition des participants qui se chargent ensuite de les personnaliser extérieurement et intérieurement.

### Autres expositions internationales
Depuis 1960, le BIE accorde sa reconnaissance aux expositions internationales d'horticulture approuvées par l'Association internationale des producteurs d'horticulture (AIPH).
Le BIE reconnaît également l'Exposition des arts décoratifs et de l'architecture moderne de la Triennale de Milan, « en raison de son antériorité historique et pour autant qu'elle conserve ses caractéristiques d'origine ».